# 茹拉夫利夫卡 (圖利欽區)
48°38′22″N 28°43′45″E / 48.63944°N 28.72917°E
茹拉夫利夫卡（烏克蘭語：Журавлівка），是烏克蘭的村落，位於該國西南部文尼察州，由圖利欽區負責管轄，始建於1360年，面積7.24平方公里，海拔高度245米，2001年人口1,360，人口密度每平方公里187.8人。